# Ламаркус Олдриџ
Ламаркус Нуреј Олдриџ (енгл. LaMarcus Nurae Aldridge; Далас, Тексас, 19. јул 1985) амерички je кошаркаш. Игра на позицијама крилног центра и центра, а тренутно је без ангажмана.
Олдриџ је изабран као други пик прве рунде на НБА драфту 2006. године од стране Чикаго булса. Након што је девет сезона провео у Портланд трејлблејзерсима, године 2015. је потписао за Сан Антонио спарсе. Одабран је пет пута у идеални тим НБА и седмоструки је учесник НБА Ол-стар утакмице.

## Средњошколска каријера
Олдриџ је похађао средњу школу Сиговил, где је одабран за другу екипу Parade All-American, и Texas Association of Basketball Coaches (TABC) играч године у класи 4А.
Rivals.com га је сматрао регрутом са пет звездица, Олдриџ је 2004. био на листи као 4. најбољи центар и 16. играч у земљи.

## Колеџ каријера
Олдриџ је похађао Универзитет у Тексасу у Остину. Пријавио се за НБА драфт 2004. године, али је на крају повукао своје име са листе. Према једном извештају, на Олдриџову првобитну одлуку да похађа колеџ, уместо да улази у професионалне редове директно из средње школе, утицао је лични савет Шакил О’Нила да треба да иде на колеџ и затим процени своје НБА изгледе. Међутим, у априлу 2006. године, након завршетка друге године, Олдриџ је најавио да ће напустити колеџ да би изашао на НБА драфт за 2006. годину.

## Професионална каријера

### Портланд трејлблејзерси (2006—2015)

#### Сезона 2006/07.
Олдриџ је изабран на као други пик на НБА драфту 2006. године од стране Чикаго булса, да би убрзо након тога био трејдован у Портланд трејлблејзерсе. Булси су пик добили од Њујорк никса у трејду Еди Карија 2005. године.
Олдриџ је пропустио првих седам утакмица у НБА сезони 2006/07. због вансезонске операције рамена, али се вратио пре рока, делимично и због повреде колеге руки саиграча Брендона Роја. Олдриџ је моментално утицао на напад, постигавши у просеку 8,4 поена 54% шута из игре у својих првих 14 утакмица. Након губитка стартног центра Џоела Призбиле, у фебруару 2007. године завршене сезоне због операције колена, Олдриџ је добио стартну позицију центра и поправио је свој просек на 14,7 поена уз 8 скокова по мечу у марту. То га је сврстало на друго место у гласању за рукија месеца западне конференције. Дана 31. марта 2007, током прве четвртине утакмице против Лос Анђелес клиперса, Олдриџ је пребачен у болницу Провиденс у Портланду због кратког даха и неправилног рада срца. Дијагнозиран му је Wolff–Parkinson–White синдром 9. априла и пропустио је преосталих осам утакмица у сезони 2006/07. Олдриџ је започео 22 утакмице своје руки сезоне.
Олдриџ је био један од шест играча именованих у идеални тим новајлија НБА 2007; изједначио се за пето место са играчем Торонто репторса Хорхеом Гарбахосом.

#### Сезона 2007/08.
Олдриџ је своју игру побољшао у другој сезони. Завршио је на трећем месту у гласању за НБА играча који је највише напредовао. Током ове сезоне, Олдриџ је имао проблема са повредама због проблема са стопалом, због чега је пропустио утакмице од 11. до 18. децембра 2007. После пропуштеног времена, Олдриџ је и даље имао проблема са ногом, али је могао да игра.

## Успеси

### Појединачни
- НБА Ол-стар меч (7): 2012, 2013, 2014, 2015, 2016, 2018, 2019.
- Идеални тим НБА — друга постава (2): 2014/15, 2017/18.
- Идеални тим НБА — трећа постава (3): 2010/11, 2013/14, 2015/16.
- Идеални тим новајлија НБА — прва постава: 2006/07.